# Wiktor Ressler
Wiktor Adolfowicz Ressler, ros. Виктор Адольфович Ресслер (ur. w 1906 r. w Teodozji, zm. po 1974 r. w RFN) – oficer Rosyjskiej Narodowej Armii Ludowej, a następnie osobisty tłumacz gen. Andrieja A. Własowa podczas II wojny światowej, emigracyjny pisarz.
Ukończył szkołę podstawową. Pracował jako tokarz, a następnie mechanik samochodowy. Pod koniec 1939 r. został repatriowany z ZSRR do Niemiec. Zamieszkał w Berlinie. Otrzymał obywatelstwo niemieckie. W kwietniu 1942 r. został funkcjonariuszem Głównego Urzędu Bezpieczeństwa Rzeszy (RSHA). Skierowano go na okupowane tereny ZSRR, gdzie współuczestniczył w formowaniu Rosyjskiej Narodowej Armii Ludowej (RNNA). Od kwietnia 1943 r. pełnił funkcję osobistego tłumacza gen. Gieorgija N. Żylenkowa. W listopadzie 1944 r. został osobistym tłumaczem gen. Andrieja A. Własowa. Na pocz. 1945 r. został awansowany do stopnia porucznika Wehrmachtu. W poł. maja tego roku w północnych Czechach został aresztowany przez Sowietów, po czym przewieziono go do Moskwy. Po procesie skazano go pod koniec października na karę 15 lat łagrów. W lutym 1946 r. odesłano go z obozu ponownie do Moskwy w celu wykorzystania jako świadka w procesie przeciwko gen. A. A. Własowowi. Pod koniec 1946 r. osadzono go w łagrze w rejonie Karagandy. W 1955 r. z powodu amnestii wyszedł na wolność, po czym powrócił do Zachodnich Niemiec. Był autorem wspomnień dotyczących okresu wojennego.